# Delta Monocerotis
Delta Monocerotis (22 Monocerotis) é uma estrela na direção da constelação de Monoceros. Possui uma ascensão reta de 07h 11m 51.86s e uma declinação de −00° 29′ 34.0″. Sua magnitude aparente é igual a 4.15. Considerando sua distância de 375 anos-luz em relação à Terra, sua magnitude absoluta é igual a −1.15. Pertence à classe espectral A2V.